# A Disaffection
A Disaffection  è un romanzo di James Kelman del 1989. Il romanzo ha vinto il James Tait Black Memorial Prize  ed è stato tra i finalisti del Booker Prize.
Il libro è stato tradotto in norvegese, spagnolo e francese; non è stato tradotto in italiano.

## Trama
Ambientato a Glasgow, è scritto in dialetto scozzese con la tecnica del flusso di coscienza, e ruota attorno a un insegnante di 29 anni di nome Patrick Doyle. Patrick è sempre più deluso dalla sua intera vita, nonostante si senta soddisfatto con i suoi alunni.  È innamorato della collega Alison Housten, che è già sposata e rifiuta i suoi inviti. Patrick scopre che verrà trasferito dalla sua scuola corrente, come risultato a detta del preside, di una sua richiesta di trasferimento, anche se Patrick non si ricorda affatto di averne mai presentata una. Il resto del romanzo narra di quando Patrick visita i suoi genitori e, un altro giorno, il fratello Gavin.

## Edizioni
- James Kelman, A Disaffection, London: Secker & Warburg, 1989